# Oorplacode

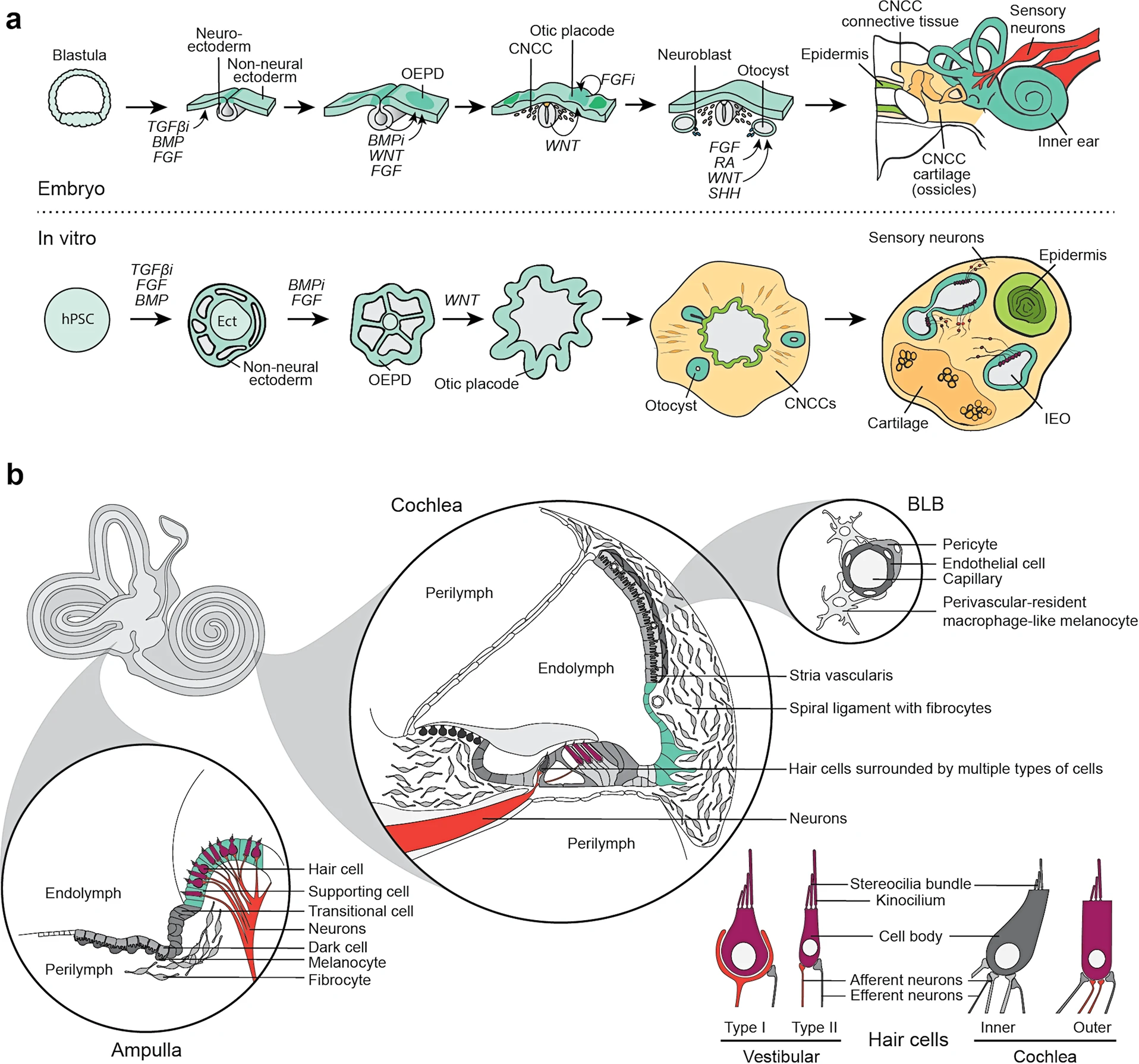
Oorplacode. Otic placode=oorplacode. a Embryonale ontwikkeling van het binnenoor, b Schematische weergave van de evenwichtsorgaan (vestibular) en cochleaire (binnenoor) celtypen

De oorplacode of labyrintplacode is een verdikking van het externe of oppervlakte ectoderm bij een embryo, waaruit het binnenoor ontstaat. 

## Ontstaan van het binnenoor
Het ectoderm stulpt in (een soort endocytose) en vormt een gehoorblaasje. Vervolgens verplaatst het gehoorblaasje zich naar het rotsbeen, dat eromheen komt te liggen. De oorplacode vormt het vliezig labyrint van het menselijk oor en evenwichtsorgaan, het rotsbeen vormt het benig labyrint.
Bij het ontbreken van een oorschelp, kan door een verschil in aanleg tussen het buitenste en het binnenste gedeelte van het oor, wel een werkend binnenoor aanwezig zijn.

## Ontwikkeling encelsignalering
Tijdens de vroege embryogenese genereren pluripotente cellen in de epiblast de ectoderm kiemlaag, die zich splitst in het niet-neurale (ook wel oppervlakte) ectoderm en neuro-ectoderm. De oorplacode ontstaat in het grensgebied tussen het craniale niet-neurale ectoderm en neuro-ectoderm, bekend als het otisch-epibranchiale placodedomein (OEPD). Verschillende signaalroutes, waaronder fibroblastgroeifactoren (FGF's), WNT, transforming growth factor β (TGF-β), botmorfogenetische eiwitten (BMP's), sonic hedgehog (SHH) en retinoïnezuur (RA), zijn betrokken bij deze vroege specificatie van het lot van gehoorcellen. TGF-, FGF- en WNT-signalering lijken de meest essentiële morfogenetische signalen te zijn om de OEPD in het embryo te vormen. Tijdens de vorming van oorplacodes activeren WNT's die worden afgescheiden door het craniale mesenchym en de neurale buis de Notch-signalering in het oppervlakte-ectoderm. Een negatieve terugkoppelingslus reguleert op zijn beurt de FGF-signalering om gehoorvoorlopers binnen de placode verder te specificeren. De oorplacode stulpt vervolgens in om het gehoorblaasje (otocyst) te vormen, wat aanleiding geeft tot de meerderheid van de epitheelceltypen in de evenwichtsorgaan- en cochleaire compartimenten van het binnenoor.

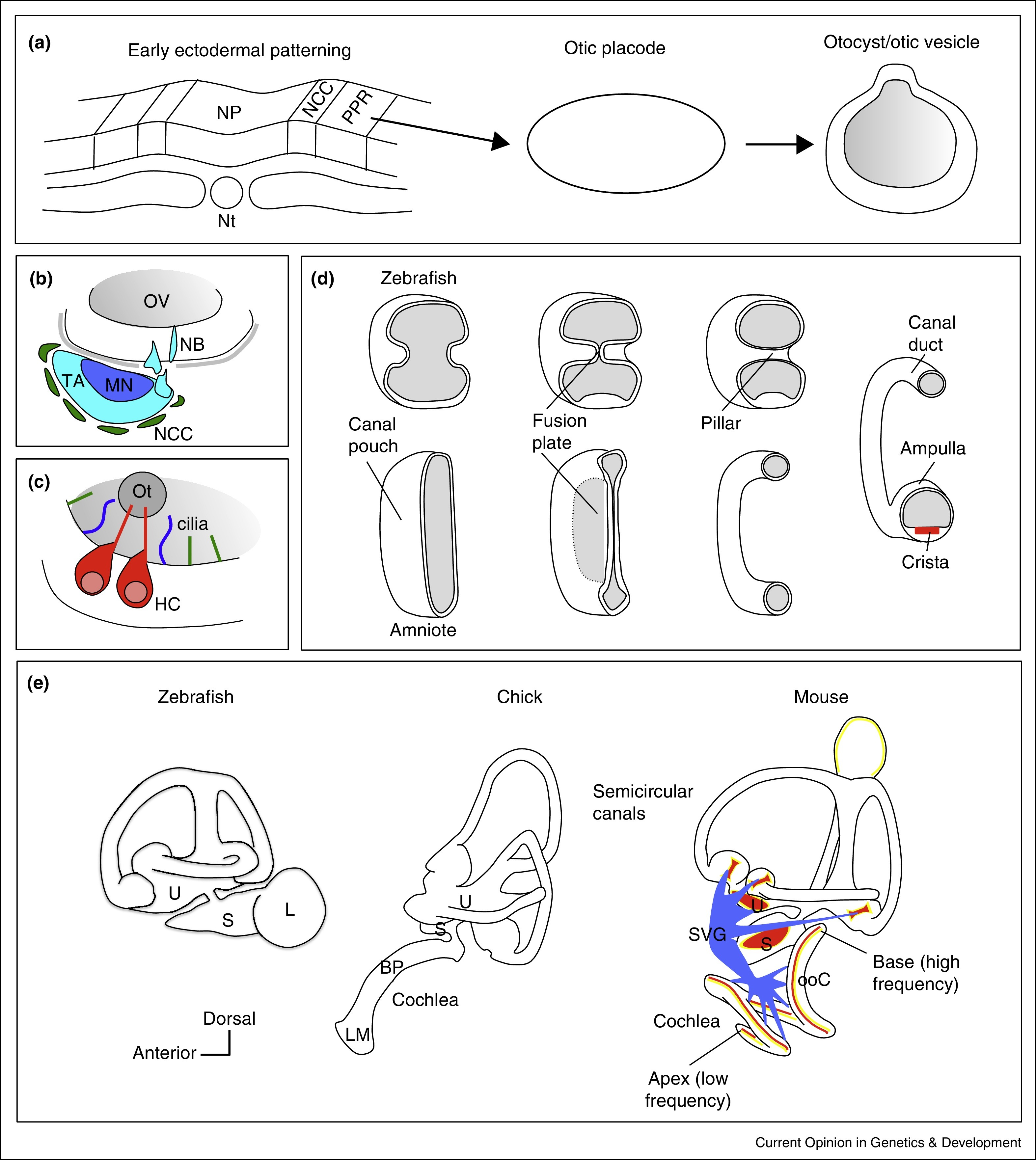
Schematische weergaven van de verschillende stadia van de oorontwikkeling.
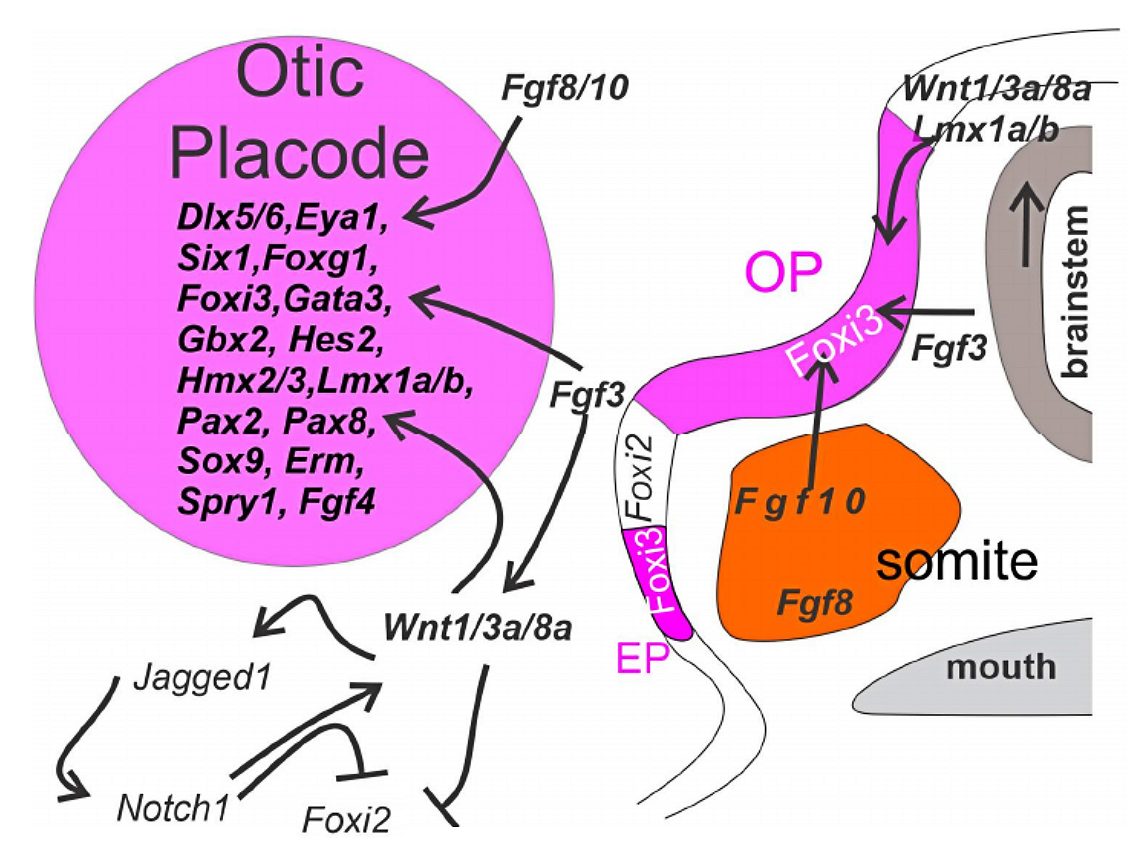
Inductie oorplacode
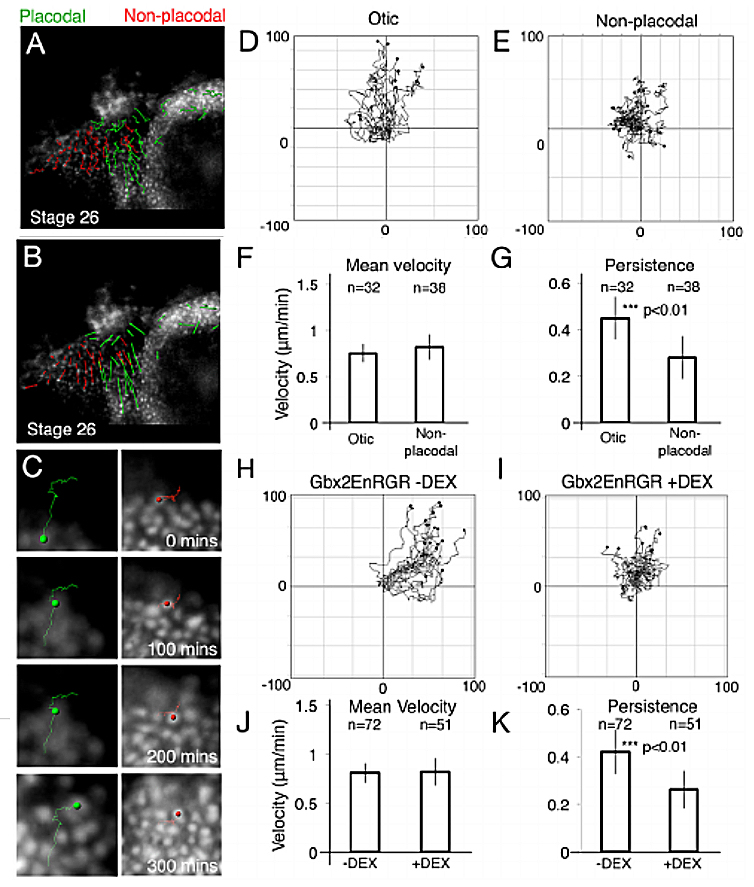
Gbx2-doelen zijn vereist voor gerichte celbewegingen in de oorplacode